# Pediocactus nigrispinus
Pediocactus nigrispinus ist eine Pflanzenart der Gattung Pediocactus in der Familie der Kakteengewächse (Cactaceae). Das Artepitheton verweist auf die schwarze Bedornung. Englische Trivialnamen sind „Columbia Plateau Cactus“ und „Black Spines Cactus“. Die Art ist, einschließlich ihrer Unterarten, stark gefährdet.

## Beschreibung
Der grüne, grauen bis bläulichen einzelne, manchmal gruppenbildende, Pflanzenkörper ist kugelförmig, wird im adulten Stadium eiförmig und erreicht Wuchshöhen von 5 bis 30 cm mit Durchmessern von 5 bis 15 cm. Er wird von den 6 bis 12 braunen bis rötlichen, fast schwarzen, 15 bis 35 mm langen und kräftigen, aufrechten bis leicht gebogenen Mitteldornen dicht eingehüllt.
Die oberhalb der Areolen um den Scheitel erscheinenden, trichterförmigen Blüten sind 1 bis 3,5 cm lang und erreichen Durchmesser bis zu 4,5 cm. Die Blütenhüllblätter sind rosa, selten weiß oder gelb. Die Blühperiode ist April bis Mai.
Die kugelförmigen bis ovalen, fleischigen grünen Früchte sind 1,3 cm lang und haben einen Durchmesser von 5 mm. Sie enthalten 10 bis 40 matte, graue bis fast schwarze Samen, die innerhalb von 4 Wochen reifen.

## Verbreitung, Systematik und Gefährdung
Pediocactus nigrispinus wächst meist in der Nähe von Flüssen auf dem Columbia-Plateau in Oregon, Washington und Idaho in Trockenregionen, Steppen und Halbwüsten auf Hügeln oder Felsvorsprüngen in Höhenlagen zwischen 260 und 1200 Meter. Die Art ist vergesellschaftet  mit Opuntia polyacantha und Opuntia fragilis. Im Sommer 2007 zerstörten Wildfeuer eine Population im Norden von Idaho.
Die Beschreibung als eigenständige Art erfolgte 1992 durch Fritz Hochstätter.
Nach Hochstätter werden folgende Unterarten unterschieden:
- Pediocactus nigrispinus subsp. nigrispinus
- Pediocactus nigrispinus subsp. beastonii (Hochstätter) Hochstätter
- Pediocactus nigrispinus subsp. indranus (Hochstätter) Hochstätter

Pediocactus nigrispinus gehört innerhalb der Gattung Pediocactus zur Sektion Pediocactus.
In der Roten Liste gefährdeter Arten der IUCN wird die Art als „Least Concern (LC)“, d. h. als nicht gefährdet geführt.

## Bilder
Pediocactus nigrispinus:

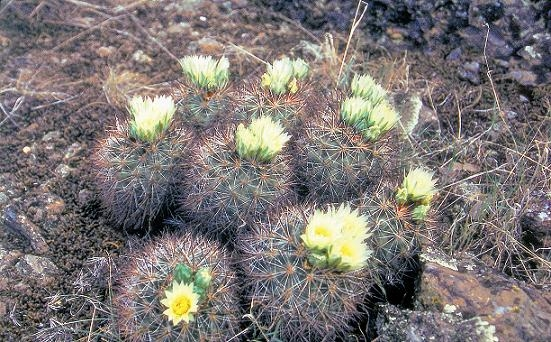
Blüht selten mit fast weißen Blütenhüllblättern (Oregon).
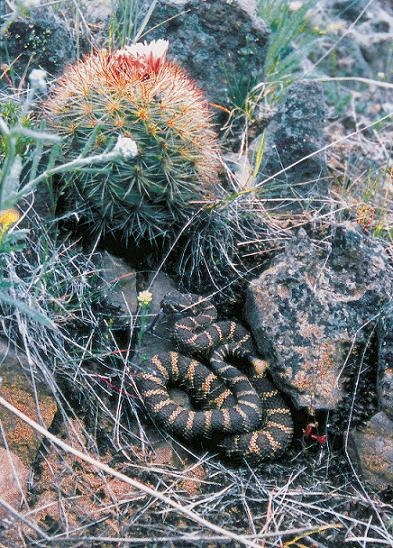
Ein guter Schutz für die Klapperschlange.
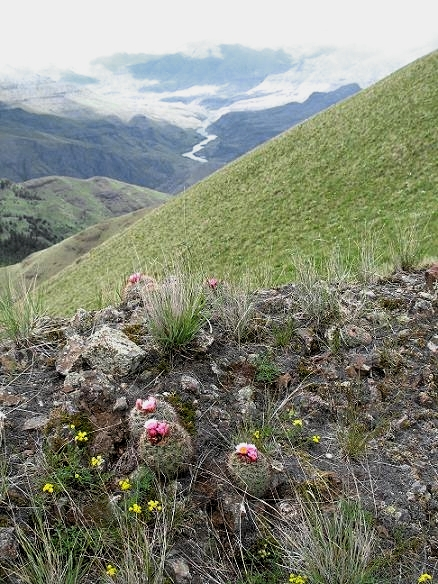
In unberührter Natur nahe dem Salmon River.